# Tiszadada
Tiszadada község Szabolcs-Szatmár-Bereg vármegyében, a Tiszavasvári járásban.

## Fekvése
A vármegye nyugati széle közelében fekszik, a Tisza bal partján. A közvetlenül határos települések: észak felől Taktakenéz, Prügy és Taktabáj, északkelet felől Csobaj − mind a négy eddigi a Tisza túlpartján −, kelet felől Tiszalök, délkelet felől Tiszavasvári, délnyugat felől pedig Tiszadob.

### Megközelítése
Legfontosabb közúti megközelítési útvonala a 3612-es út, ezen érhető el Tiszalök és Tiszadob felől is. Déli külterületei között áthalad még a 3631-es út is.
A hazai vasútvonalak közül a Ohat-Pusztakócs–Nyíregyháza-vasútvonal érinti, melynek egy megállója van itt, Tiszadada megállóhely a belterület déli szélén, aminek közúti elérését a 36 317-es számú mellékút biztosítja.

## Története
A község területén talált régészeti leletek is bizonyítják, hogy már a Kr.e. IV. évezredben a neolitkorban is megélhetést nyújtott őseinknek, az itt talált, a Bükki kultúra idejéből való leletek tanusága szerint. Bizonyára az ezt követő korok emberei is megtelepedtek a dadai földön, de létezésüket, csak elszórtan talált régészeti leletek tárják elénk. A településtől délre halad el a szarmaták által 324 és 337 között épített, az Alföldet körbekerülő Csörsz-árok vagy más néven Ördögárok nyomvonala.
Tiszadada alighanem a szabolcsi várispánság birtoka volt. A község neve személynévi eredetű.
Első biztos említése 1254-ből még terra; birtokosától a Gut-Keled nemzetségbeli István bán szerezte meg és fia is bírta még 1300-ban.
A 14-15. században, a Báthoryak osztozkodásai során a család birtokában volt, de a 16. század közepén több kisnemes volt a földesura.
1551: Dorman Kristóf, 1563: Móré István, László és Ilona, 1570: Zay Ferenc. Ez utóbbi a tokaji várbirtokhoz csatolta, ezért a Szabolcs megyei összeírásokban nem is szerepel.
A század második felében a török hódoltatta meg. 1556-ban mintegy 270-280 lakója volt.
1588-ban Móré Istvánnak, Dely Ferencnek, Mágócsy Gáspárnak és Csomaközy Boldizsárnak 28 jobbágya lakott benne.
1618-ban kilenc földesura volt, legnagyobb részét Csomaközy András bírta (15 jobbágy). Az egész faluban összesen 72 jobbágycsalád lakott.
A 16. századi családok (Dorman, Dely, Móré, Tibay) utódai még a 17. században is birtokolták.
A 17. század folyamán egy részét valamelyik erdélyi fejedelem a Barakonyi családnak adta; Barakonyi Ferenc 1668-ban földesúri hajdúkat telepített birtokára. Ezek eredetileg is nemesek lehettek, vagy később szereztek armálist, mert 1707-ben a falut kuriálisnak mondták, s a földesuraktól, Gyulay Ferenctől, Csomaközy Boldizsártól és Móré Fülöp utódaitól több telket meg is szereztek.
A falu kétharmada a 18. században a kincstáré volt; harmadik harmadában nemes családok (Csihat, Fekete, Hadas, Balogh, Mészáros, Pethő és Széles) leszármazottai éltek.
A 18. század végén négy földesura volt, a 93 jobbágy- és zsellércsaládot a Patay, a Szepessy, a gr. Gyulay és a Szikszay család bírta. 1839 körül 2444 lakosa volt, és a fentiek mellett a Bónis, a Désy, a Lónyai, a Máriássy és a Zathureczky családok voltak földesurai.
Határába olvadt be Süldő, a 14. századig lakott falu, amelyet 1307-ben Rázommal határosnak mondanak, tehát a határ keleti részén terült el.
1325-ben a Balogsemjén nemzetség birtoka volt, és 1324-ben Szent Imre tiszteletére épült kápolna állott bent.
Tiszadada az Árpád-korban is lakott település volt, amelyről említést tesznek a Váradi regestrumban is.
A szabolcsi várispánság birtoka volt, az erre utaló legkorábbi dátum 1254. Birtokosától István bán szerezte meg, és fia is birtokolta még 1300-ban.
A 13. század második felében épült a keleti apszissal ellátott kerek hajójú templom Gut-Keled István bán vagy fia rendelkezésére.
A György lovagnak szentelt egyház István nevű papját 1332-35 között említi a pápai tizedjegyzék. Az ősi templomot 1944-ben, a visszavonuló német csapatok felrobbantották. A romok anyagának felhasználásával építették a jelenlegi új református templomot.
Tiszadada a 21. században igyekszik fejlődni, de igyekszik megőrizni is hagyományait, üdülőfalu jellegét. Jelenleg a lakosság nagy része mezőgazdaságból él.

## Közélete

### Polgármesterei
- 1990–1994: Gedeon Árpád (független)[3]
- 1994–1998: Gedeon Árpád (független)[4]
- 1998–2002: Haraszin Gyula (független)[5]
- 2002–2006: Haraszin Gyula (független)[6]
- 2006–2010: Haraszin Gyula (független)[7]
- 2010–2014: Mizser Zsolt (független)[8]
- 2014–2019: Mizser Zsolt (független)[9]
- 2019–2024: Mizser Zsolt (független)[10]
- 2024– : Mizser Zsolt (független)[1]

## Népesség
A település népességének változása:
| Lakosok száma | 2317 | 2296 | 2247 | 2075 | 2016 | 2016 | 2011 |
|               | 2013 | 2014 | 2015 | 2021 | 2022 | 2023 | 2024 |

2001-ben a település lakosságának 87%-a magyar, 13%-a cigány nemzetiségűnek vallotta magát.
A 2011-es népszámlálás során a lakosok 87,1%-a magyarnak, 15,1% cigánynak, 0,3% németnek mondta magát (12,7% nem nyilatkozott; a kettős identitások miatt a végösszeg nagyobb lehet 100%-nál). A vallási megoszlás a következő volt: római katolikus 20,9%, református 37,2%, görögkatolikus 1,9%, felekezeten kívüli 13,5% (25,1% nem válaszolt).
2022-ben a lakosság 73,6%-a vallotta magát magyarnak, 10,6% cigánynak, 0,1% németnek, 0,8% egyéb, nem hazai nemzetiségűnek (26,4% nem nyilatkozott; a kettős identitások miatt a végösszeg nagyobb lehet 100%-nál). Vallásuk szerint 11,1% volt római katolikus, 19,8% református, 1,8% görög katolikus, 1,3% egyéb keresztény, 0,2% izraelita, 0,1% evangélikus, 16,5% felekezeten kívüli (48,5% nem válaszolt).

## Nevezetességei
- Református templom
- Zathureczky-kastély
- Patay-kastély
- Mamutcsontok - melyek a község területén a Tiszából kerültek napvilágra.
- Holló László Emlékház

## Híres emberek, akik itt éltek
- Holló László (1887–1976) festőművész 1911–1968 között minden nyáron Tiszadadán alkotott.
- Bornemissza László festőművész (1910-1995)
- id. borsodi kovách Bornemisza Barnabás tanár, festőművész, tornász  1883-1968

## Külső hivatkozások
- Tiszadada az utazom.com honlapján